# Philippe van Lansberge
Johan Philip Lansberge (25. srpna 1561, Gent – 8. prosince 1632, Middelburg) byl nizozemský matematik, astronom, lékař a teolog. Jeho příjmení je někdy psáno také Lansberg a jméno Philip nebo  Johannes Philippus. Publikoval pod latinským jménem Philippus Lansbergius.

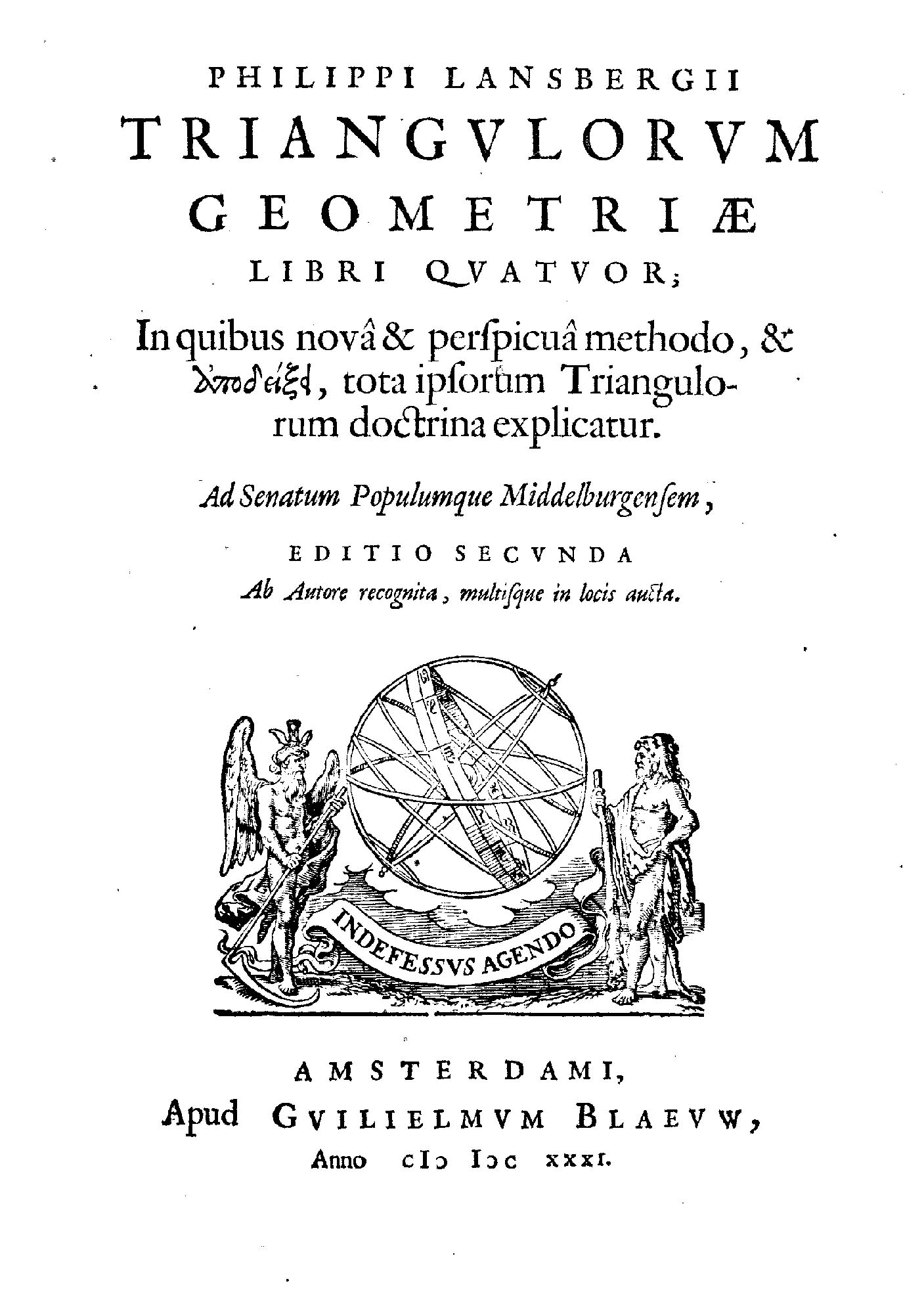
Triangulorum geometriae libri quatuor, 1631

Nejvíce je znám díky autorství souboru astronomických tabulek Tabulae motum coelestium pro výpočty planetárních pozic. V těch byly později nalezeny určité chyby, z části také protože nechtěl akceptovat Keplerův objev eliptických orbitálních drah.
Narodil se v Gentu v dnešní Belgii a zemřel v Middelburgu v Nizozemsku. Sloužil jako protestantský kněz. Martinus Hortensius byl jeden z jeho studentů, s kterým Landsberge následně spolupracoval.